# Бредли Вигинс
Сер Бредли Марк Вигинс, CBE (енгл. Sir Bradley Marc Wiggins, CBE; Гент, 28. април 1980) бивши је британски професионални бициклиста у периоду од 2001. до 2016, који се такмичио у друмском и бициклизму на писти. Освојио је Тур де Франс 2012, двапут Критеријум ди Дофине и по једанпут Париз—Ницу и Тур де Романди.
Каријеру је почео на писти, а касније је почео да се такмичи у друмском бициклизму. На Свјетском првенству на писти, освојио је златне медаље у три дисциплине — дохватна вожња екипно, дохватна вожња индивидуално и медисон, док је на Свјетском првенству у друмском бициклизму, освојио златну медаљу у вожњи на хронометар. На Олимпијским играма, освојио је златну медаљу у дохватној вожњи индивидуално и екипно, као и у вожњи на хронометар. Освојио је златну медаљу на четири издања Игара заредом, од 2004. до 2016, док је освојио такође бронзу на Играма 2000. Најуспјешнији је британски олимпијац, са осам освојених медаља. Такође, једини је возач који је освојио златну медаљу на Олимпијским играма и Свјетском првенству и у друмском и у бициклизму на писти. Највећи успјех остварио је 2012, када је освојио Тур де Франс, поставши тако први британски побједник Тура. Исте сезоне, освојио је златну медаљу у вожњи на хронометар на Олимпијским играма, поставши први возач у историји који је освојио Тур де Франс и златну медаљу на Олимпијским играма исте године. Током и након завршетка каријере, суочавао се са оптужбама да је користио рупе у анти допинг правилима у бициклизму како би користио лијекове који побољшавају перформансе.
Вигинс је рођен у Генту, у Белгији, отац му је бивши аустралијски бициклиста — Гери Вигинс, док му је мајка Британка. Његови родитељи преселили су се у Лондон када је он имао двије године. У бициклизму на писти такмичио се од почетка каријере до 2008, а у периоду од 2000. до 2008. освојио је десет медаља на Свјетском првенству у бициклизму на писти, од чега шест златних: три у дохватној вожњи индивидуално, двије у дохватној вожњи екипно и једну у медисону. Прву медаљу на Олимпијским играма освојио је на свом првом учешћу, бронзу у дохватној вожњи екипно на Играма 2000. у Сиднеју, након чега је на Играма 2004. освојио три медаље, укључујући и прву златну медаљу, у дохватној вожњи индивидуално. На Играма 2008. освојио је двије златне медаље, у дохватној вожњи екипно и индивидуално.
На друму, професионалну каријеру почео је 2001, али се потпуно фокусирао на трке у друмском бициклизму од 2008. Истакао се као добар хронометраш и ол араунд возач, а први велики успјех остварио је 2009, када је Тур де Франс завршио на четвртом мјесту. Касније му је додијељено треће мјесто, јер су поништени резултати Ленсу Армстронгу, који је првобитно завршио на трећем мјесту. Године 2010. потписао је за новоосновани британски тим Скај, а 2011. освојио је прву велику трку — Критеријум ди Дофине, након чега је био лидер на Тур де Франсу, али је морао да напусти трку због пада. Вуелта а Еспању завршио је на трећем мјесту, али му је накнадно додијељено друго мјесто, иза Криса Фрума јер је првобитни побједник — Хуан Хосе Кобо био позитиван на допинг и побједа му је одузета. Године 2012, освојио је Париз—Ницу, Тур де Романди и Критеријум ди Дофине, након чега је освојио Тур де Франс, уз двије етапне побједе, на два хронометра, поставши тако први британски побједник Тура. Недуго након Тур де Франса, освојио је златну медаљу у вожњи на хронометар на Олимпијским играма. Године 2014, освојио је златну медаљу у вожњи на хронометар на Свјетском првенству по први пут, након чега се вратио вожњи на писти и учествовао је на Играма Комонвелта 2014. Године 2015. поставио је нови рекорд на сат времена, одвезавши 54,526 km за сат времена. Исте године је основао сопствени бициклистички тим. Године 2016, освојио златну медаљу на Свјетском првенству у медисону и златну медаљу у дохватној вожњи екипно на Олимпијским играма. На дан 28. децембра 2016. године, завршио је каријеру.
Добио је награду Командир Реда Британске империје — CBE 2009. Након успјеха које је остварио 2012, добио је бројна друга признања и награде: награду Вело д’Ор за бициклисту године, награду за Би-Би-Си спортисту године, као и награду витешког реда у склопу награда за Нову годину 2013.
На дан 5. марта 2018, Заједнички одбор за дигитализацију, културу, медије и спорт, објавио је извјештај под називом „Борећи се против допинга у спорту“, у којем се наводи да је тим Скај користио забрањени кортикостероид — Триамцинолон, током 2012, како би припремили Вигинса и друге возаче за Тур де Франс. Наведено је да није коришћен за медицинске потребе, већ како би побољшали његову снагу и издржљивост пред трку. Вигинс и тим Скај су одбацили оптужбе, а UCI није предузео никакву акцију.

## Дјетињство и јуниорска каријера
Вигинс је рођен у Генту, у Белгији, син је бившег Аустралијског бициклисте Грега Вигинса и Британке Линде. Када је Вигинс имао две године, отац га је напустио, а он се са мајком преселио у Лондон.
Као мали играо је фудбал и навијао је за Арсенал, а био је у проби у Вест Хему. Љубав према бициклизму осетио је када је гледао финале Олимпијских игара на траци 1992. године. Исте године, Вигинс је са својих 12 година, учествовао на својој првој трци, у Лондону. Касније исте године, повриједио се и добио је 1 700 фунти одштете, што је искористио да купи тркачки бицикл.
Вигинс је освојио јуниорско национално првенство на траци 1996. године, а 1997. године, био је једини Британац на светском јуниорском првенству на траци.
Године 1998. освојио је јуниорско национално првенство и светско првенство на траци, а освајањем петог места 1999. године, обезбедио је учешће на Олимпијским играма 2000. у Сиднеју, где је освојио бронзу у тимском такмичењу.

## Професионална каријера

### Почетак каријере
Године 2001. потписао је за британски професионални тим Линда, који се брзо угасио, након чега је возио за британски национални тим, са којим осваја трку Мајорке и Флеча де Суд. У септембру је сломио бицикл, а две недеље касније, учествовао је на светском првенству у велодрому и освојио је сребро у тимској конкуренцији.
Године 2002. потписао је за француски тим, Франсес де Жу (фр. Française des Jeux). На играма Коменвола у Манчестеру освојио је сребрну медаљу индивидуално, изгубио је од сувозача, Аустралијанца Бредлија Мекгија. Сребрну медаљу освојио је и екипно, Британија је изгубила од Аустралије. На светском првенству у Копенхагену освојио је пето место индивидуално, а треће екипно. Вигинс је био фрустриран због петог места и био је разочаран својом будућношћу у Франсес де Жуу. Крајем године, ментор му је постао бивши британски бициклиста Крис Бордман.
Свој први гранд тур возио је 2003. године, и то Ђиро д’Италију. На етапи 18, дошао је после временске рампе, са још 53 возача и дисквалификован је. Касније тог лета, возио је светско првенство на траци, у Штутгарту и освојио га је. У финалу је победио Аустралијанца Лука Робертса, за 0.736 секунди. То му је била прва светска титула. Екипно је освојио сребро, опет је Аустралија била боља и поставили су нови светски рекорд. У септембру је прву етапу на Туру Авенир, а у новембру је освојио такмичење на траци, Шест дана Гента, у пару са Метјуом Гилмором.
По савету Криса Бордмана, 2004. је прешао у француски Креди Агрикол, где се спремао за Олимпијске игре у Атини. Први део сезоне мучио се са болешћу и слабом формом, али се опоравио и квалификовао се за индивидуално такмичење у времену олимпијског рекорда, 4 минута и 15 секунди. У финалу, победио је Мекгија за 4 секунде и освојио је злато. У екипном такмичењу освојио је сребро, опет су Британци завршили иза Аустралије. Освојио је бронзу у медисону и постао први британски спортиста који је освојио три медаље на Олимпијским играма још од Олимпијских игара 1964. у Токију.

### 2005—2007.
Почетком 2005. изјавио је да хоће да се такмичи у друмском бициклизму и у априлу је освојио хронометар на другој етапи трке Сиркуит де Лорен. У септембру је остварио прву победу након 2001. године, победио је на осмој етапи Тура Авенир. На циљ је дошао са сувозачем Солом Рејсином, три минута испред Стива Камингса. Возио је и Ђиро д’Италију, завршио је на 123 месту. Исте године је освојио седмо место на светском првенству у вожњи на хронометар, минут и по иза победника Мајкла Роџерса.
Године 2006. је прешао у Кофидис и возио је први Тур де Франс и завршио га је на 121 месту.
У марту 2007. се вратио велодромском бициклизму, на светском првенству у Палма де Мајорци. За индивидуално такмичење квалификивао се са другим најбољим личним временом, након оног са Олимпијских игара 2004. У финалу је победио Немца Роберта Барка и освојио је злато. Злато је освојио и у екипном такмичењу, победили су Украјину у финалу. У медисону, са Робом Хајлесом, завршио је на 13 месту.
На друму, освојио је етапу на трци Четири дана Данкека и пролог на Критеријуму Дофине. На Тур де Франсу, освојио је четврто место на прологу, а затим је напао на шестој етапи. Био је напред 190 km и ухватили су га на 7 km до циља и добио је награду за најагресивнијег возача на тој етапи. Екипа Кофидиса је напустила Тур на етапи 16, након што је Кристијан Морени пао на допинг тесту. Вигинса и његове сувозаче је испитивала полиција и претресали су им собе у хотелу. Вигинс је у изјави говорио против допингаша и бацио је дрес Кофидиса изјавивши да више неће возити за тим. Упркос томе, наставио је да вози за Кофидис и у августу је победио на хронометру на Туру Шарентенс. У септембру, са сувозачем Мајклом Елијзеном, освојио је хронометар два возача, на 53 km. Сезону је завршио наступајући на светском првенству у Штутгарту за Велику Британију. У вожњи на хронометар завршио је десети, два минута иза победника Фабијана Канчеларе. Вигинс је био разочаран тиме, јер је очекивао место на подијуму.
У септембру потписао је за тим Т:мобиле (касније Телеком, ХТЦ), где му се придружио Марк Кевендиш, са којим је склопио партнерство за медисон још док је био у Кофидису. Једини наступ за Т:мобиле тим на велодрому, забележио је на светском купу 2007–2008, у децембру, где је освојио злато индивидуално и сребро у медисону са Кевендишем.

### 2008.
Вигинсов фокус за 2008. била су велодромска такмичења на Олимпијским играма у Пекингу. Одлучио је да не вози Тур де Франс, а у фебруару је отишао у САД да би тренирао. Возио је Тур Калифорније и изгубио је на прологу од Канчеларе. У марту учествовао је на светском првенству у велодрому, које је одржано у Манчестеру и освојио је индивидуално такмичење трећи пут. Освојио је и екипно са Британијом, поставивши нови светски рекорд. У медисону, партнер је требало да му буде Хајлес, али је пао на допинг тесту и био је кажњен са две недеље забране вожње, заменио га је Кевендиш. Вигинс и Кевендиш су били у заостатку након пола, а на 35 кругова до краја, Вигинс је напао и освојили су злато.
Возио је Ђиро д’Италију и Тур Романдије, као припрему за Олимпијске игре. На Ђиру, био је дел лид аута за Кевендиша, који је освојио две етапе. На хронометру на задњој етапи завршио је четврти и Ђиро је завршио на 134 месту, три сата иза победника Алберта Контадора.
Олимпијске игре почео је одбраном на индивидуалном такмичењу, где је срушио сопствени олимпијски рекорд у квалификацијама, завршивши за четири минута и 15.031 секунди. У финалу је победио Хајдена Руслена са Новог Зеланда и постао је први који је одбранио злато на индивидуалном такмичењу. Био је члан британског тима на екипном такмичењу, где су двапут рушили светски рекорд и освојили су злато. Био је фаворит и у медисону, са Кевендишем, јер су били актуелни светски шампиони, али су завршили девети на Олимпијским играма. Кевендиш је оптужио Вигинса да није дао све од себе.
У септембру, Вигинс се придружио америчком тиму Гармин Слипстрим за 2009. сезону. У децембру је био девети на бибисијевом избору за спортску личност године.

### 2009.
Вигинс је променио фокус за 2009. сезону на друм и преселио се са породицом у Ђирону. Сезону је почео на Туру Катара, у фебруару. Његов тим је победио на екипном хронометру на првој етапи, Вигинс је први прошао кроз циљ и узео је лидерску мајицу. У марту је завршио други на хронометру на Париз—Ници, иза Контадора, а други је завршио и на хронометру на Критеријуму Интернационал. У априлу је победио на хронометру на трци Три дана Депана, завршио је у првих 30 на Гент—Вевелгему и на Париз—Рубеу, Ђиро д’Италију је завршио на 71 месту.
Након слабих резултата на Ђиру претходне две године, Вигинс је дошао на Тур де Франс у потрази за етапном победом. На хронометру на првој етапи, освојио је треће место, иза Канчеларе и Контадора. На седмој, првој брдској етапи, завршио је на 12 месту и попео се на пето место у генералном пласману. На етапи 15, завршио је пети и попео се на треће место. На етапи 17, напали су Алберто Контадор, Андреас Кледен и браћа Шлек, Енди и Френк. Ленс Армстронг и Винченцо Нибали су пустили Вигинса да вуче током целог брда, а онда су отишли од њега на километар до циља, Вигинс није имао снаге да их прати, изгубио је три минута од Френка Шлека и пао је на шесто место. Свакако, његов најјачи адут је хронометар и након њега, Вигинс се вратио на четврто место. На етапи 19, на Мон Вентуу, Вигинс је отпао на 1,4 km до циља, али је задржао четврто место, четири секунде испред Френка Шлека, где је остао и до краја и изједначио је резултат Дејвида Милара, који је пре тога освојио четврто место на Туру, што је био најбољи резултат за Велику Британију. Накнадно му је додељено треће место, након поништавања резултата Ленсу Армстронгу, који је претходно завршио трећи.
У септембру је освојио национално првенство у хронометру, а био је на добром путу да освоји медаљу и на светском првенству, али је имао механички проблем и на крају је завршио на 21 месту. Добио је понуду од Гармина да продужи уговор, али је 10. децембра објавио да је потписао четворогодишњи уговор са тек основаним британским тимом, тимом Скај.

### 2010.
Вигинс је био лидер тима Скај и по први пут циљао је победу на Тур де Франсу. У фебруару је возио Тур Катара и победио је са тимом Скај на екипном хронометру. На Вуелта Каталонији, завршио је други на хронометру, иза Алекса Расмусена, а у марту је завршио трећи на Вуелта Мурсији.
У мају је возио Ђиро д’Италију и остварио је своју прву гранд тур победу, победио је на хронометру на првој етапи и узео је лидерску мајицу, тако поставши други Британац који је носио розе мајицу на Ђиру, након марка Кевендиша 2009. На другој етапи је пао неколико пута и на крају је заостајао 32 секунде иза новог лидера, Кадела Еванса. На трећој етапи је опет пао и изгубио је четири минута. На етапи 11 је надокнадио време и попео се на девето место. Ипак, губио је време на наредним етапама и завршио је на 40 месту, сат и 47 минута иза победника Ивана Баса. Након Ђира, отишао је у тренинг камп у Алпима, да би тренирао брдске етапе које ће бити на Тур де Франсу.
На Туру, Вигинс је на старту показао да је у лошој форми, завршио је на 77 месту на прологу. На трећој етапи је завршио осми, а на осмој етапи, првој која се завршавала на брду, изгубио је скоро два минута од Ендија Шлека. На деветој етапи је изгубио још више, 4 минута и 55 секунди. На хронометру етапи 19, завршио је девети, три минута иза победника Фабијана Канчеларе. Тур де Франс је завршио на 24 месту, 39 минута иза победника Алберта Контадора. 2012. је Контадору одузета победа и Вигинс је померен на 23 место. 2014. Денису Мењшову је одузето друго место због допинга и Вигинс је званично завршио на 22 месту.
У августу је возио гран при Западне Француске, а у септембру је освојио национално првенство у вожњи на хронометар. До краја сезоне, возио је Тур Британије и Ђиро ди Ломбардију, где је пао и морао је да одустане. Преко зиме тренирао је са тимом Велике Британије на велодрому у Манчестеру.

### 2011.
Вигинс је 2011. године опет био лидер тима; одлучио је да не вози Ђиро д’Италију, већ да форму гради на класицима и мањим тркама. Сезону је почео на Туру Катара у фебруару. На хронометру на Париз—Ници завршио је други, секунду иза Тонија Мартина, а завршио је трећи у генералном пласману. Возио је Париз—Рубе и Тур Романдије, а на Критеријуму Интернационал је завршио други на хронометру. У мају, победио је Канчелару на хронометру у Бајерну, за 33 секунде.
На Критеријуму ди Дофине, Вигинс је преузео вођство након хронометра на трећој етапи, а на задње три брдске етапе је сачувао предност испред Еванса и освојио је Дофине, што му је тада била највећа победа. Тур де Франс је стартовао као један од фаворита, уз Ендија Шлека, Алберта Контадора, Кадела Еванса и Ивана Баса. Вигинс није имао среће, пао је на седмој етапи, на 40 km до циља и морао је да напусти Тур, који је касније након велике борбе освојио Кадел Еванс.
Након што се опоравио од повреде, тим Скај је потврдио да ће Вигинс возити Вуелта а Еспању први пут. Вуелта није почела добро за Вигинса, тим Скај је изгубио 42 секунде на отварању, на екипном хронометру. Крис Фрум и Вигинс су напали на деветој етапи и узели су време Хоакиму Родригезу, Микелеу Скарпонију и другим фаворитима. На хронометру на десетој етапи, очекивало се да Вигинс преузме вођство, али је његов сувозач и помоћник, Крис Фрум завршио други на хронометру и узео је мајицу, Вигинс је био трећи. Вигинс је преузео вођство на етапи 14, али га је изгубио на етапи 15, када је Хуан Хосе Кобо напао, а Вигинс је завршио пети на етапи и пао је на треће место у генералном пласману, јер га је и Фрум прешао. Вигинс је до краја остао трећи и то му је био први освојени подијум на гранд тур тркама.
У септембру, Вигинс је освојио сребро на светском првенству у вожњи на хронометар, завршио је минут иза Тонија Мартина и четири секунде испред Фабијана Канчеларе, који је завршио трећи. Четири дана касније, био је део британског тима који је радио за Марка Кевендиша на светском првенству у друмској трци. Вигинс је изашао на чело групе на 8 km до циља и јаком вожњом је спречио нападе и омогућио Кевендишу спринтерску завршницу и Кевендиш је освојио светско првенство.

### 2012.
2012. година је била најуспешнија у Вигинсовј каријери.
Сезону је почео трећим местом на трци Волта Алгарве, где је на хронометру победио Тонија Мартина за секунду. У марту, на Париз—Ници, Вигинс је завршио други на хронометру на отварању. Преузео је вођство на другој етапи, након што се група раздвојила и Вигинс је завршио напред, у групи 30 возача. Предност је задржао до краја, победио је на хронометру на задњој етапи и освојио је Париз—Ницу, тако пиставши први Британац који је освојио још од Тома Симпсона 1967.
На првој етапи Тура Романдије, Вигинс је победио у спринту у групи 59 возача. Лидерску мајицу је изгубио од Луиса Леона Санчеза, али је победио на хронометру на задњој етапи и освојио је Тур Романдије и тако постао први Британац који је то успио. На Критеријуму Дофине, Вигинс је завршио други на прологу, а лидерску мајицу је узео на другој етапи. Предност је учврстио победом на хронометру на четвртој етапи, 32 секунде испред Мартина. На хронометру је стигао Кадела Еванса, који је стартовао два минута пре њега. Вигинс је предност сачувао до краја и победио је са минут исоред сувозача Мајкла Роџерса.
На Тур де Франсу, Вигинс је био велики фаворит. Тур је почео другим на прологу, а на седмој етапи је узео жуту мајицу и тако постао пети Британац који је обукао жуту мајицу. Предност је повећао победом на хронометру на деветој етапи. На десетој етапи, Вигинс и његов тим су одолели нападима Винченца Нибалија на спусту са гранд Колимбијера. На етапи 11, Вигинс се мучио да прати ривале, Фрум је кренуо напред на 4 km до циља, али су му из тимског аутомобила наредили да чека Вигинса. На етапи 14, на путу су били постављени ексерчићи. Многи возачи су пробушили гуме, укључујући и Кадела Еванса, који је изгубио два минута док је добио нови бицикл. Вигинс ни његови сувозачи нису имали проблема и Вигинс је рекао осталим возачима у групи да возе лагано, да би се Еванс вратио. Вигинс је због тога добио надимак џентлмен. На етапи 16, Нибали је напао, а Вигинс и Фрум су га пратили и завршили су са истим временом. На етапи 17, Фрум и Вигинс су завршили на другом и трећем месту, 19 секунди испред Нибалија. Вигинс је победио на хронометру на етапи 19, а на задњој етапи, помогао је Марку Кевендишу да победи четврти пут заредом на Јелисејским Пољима и освојио је Тур де Франс. Вигинс је постао први Британац који је освојио Тур и добио је титулу сер Бредли Вигинс. Такође, постао је први и за сад је једини возач који је у истој сезони освојио Париз—Ницу, Тур Романдије, Критеријум Дофине и Тур де Франс.
На Олимпијским играма у Лондону, Вигинс је возио друмску трку и хронометар. У друмској трци је радио за Кевендиша и завршио је на 103 месту. У вожњи на хронометар освојио је злато, испред Тонија Мартина и Криса Фрума. Вигинс је постао први возач који је освојио Тур де Франс и злато на Олимпијским играма исте године.
У септембру је возио Тур Британије, али га је напустио током шесте етапе. Сезону је завршио на друмској трци на светском првенству. У децембру освојио је бибисијеву награду за спортску личност године.

### 2013.
На почетку 2013. Вигинс је изјавио да му је фокус Ђиро д’Италија, а да ће затим возити Тур де Франс као подршка Крису Фруму. Ипак, у априлу је изјавио да ће полушати да освоји Ђиро и Тур, што је задњи пут успио Марко Пантани 1998.
Сезону је почео на Туру Омана, где је на првој етапи био ухваћен у паду и изгубио је време. До краја трке, помогао је Фруму да је освоји. Одлучио је не вози Париз—Ницу и Тирено—Адријатико, већ се спремао у тренинг кампу на Тенерифима. Вратио се на Вуелта Каталонију, где је завршио на петом месту. У априлу је возио Ђиро дел Трентино, ксо припрему за Ђиро д’Италију. Прва етапа је била из два дела. На првом делу, отишао је велики бег и Вигинс је изгубио шест минута. На другом делу, помогао је тиму Скај да победи екипни хронометар. На другој етапи је преполовио заостатак, али је доживео механички проблем на четвртој и на задњој, петој етапи и завршио је на петом месту, 40 секунди иза победника Винченца Нибалија.
Вигинс је Ђиро д’Италију почео као један од фаворита. Скај је победио на екипном хронометру, што је дало Вигинсу предност и друго место у генералном пласману. На четвртој етапи, учествовао је у паду на 3 km до циља и изгубио је 17 секунди и пао је на шесто место. На седмој етапи на спусту, на 6 km до циља, Вигинс је губио време, Ригоберто Уран и Серхио Енао су покушавали да га врате до групе, али нису успели, изгубио је минут и по. На хронометру на осмој етапи, Вигинс је завршио други, 10 секунди иза Алекса Даусета, изгубио је време јер је морао да мења бицикл. На деветој етапи, Вигинс је на спусту, на 60 km до циља изгубио контакт са главном групом, али су његови сувозачи успели да га врате. На етапи 11, изгубио је три минута и напустио је Ђиро због инфекције.
Неуспех на Ђиру значио је да неће бранити победу на Туру. Вигинс је изјавио да никад више неће возити Тур, а није хтио ни да дође на прославу поводом стотог Тура, на којој су били сви живи бивши победници осим Вигинса. Возио је Тур Пољске и победио је на хронометру на седмој етапи. У септембру, Вигинс је био лидер тима Скај на Туру Британије. Победио је на хронометру на трећој етапи и задржао је вођство до краја и освојио је Тур Британије први пут у каријери, то му је уједно била и једина победа у сезони.
На светском првенству у вожњи на хронометар, освојио је друго место, иза Тонија Мартина, а испред Фабијана Канчеларе, као и 2011. Возио је и друмску трку, али је напустио после првог круга. ниједан возач Велике Британије није завршио трку.

### 2014.
Вигинсови циљеви за 2014. били су Париз—Рубе, Тур Калифорније и светско првенство.
Позван је да вози трку око Фландрије као замена за Ијана Станарда, и завршио је на 32 месту. Након Фландрије, возио је Париз—Рубе и завршио га је на деветом месту, у групи возача која је дошла 20 секунди иза победника Никија Терпстре. Вигинс је тако постао први победник Тур де Франса који је Париз—Рубе, након Грега Лемонда 1992.
На Туру Калифорније, Вигинс је преузео вођство победом на хронометру на другој етапи и сачувао га је до краја. Упркос томе није изабран да вози Тур де Франс и вратио се вожњи на велодрому и припрема за игре Коменвола. Изјавио је да је завршио са друмском вожњом и са гранд тур тркама. На играма, Вигинс је у тимском такмичењу освојио сребрну медаљу.
Ипак, није завршио са свим друмским такмичењима, возио је Тур Британије, где је победио на хронометру на задњој етапи и завршио је на трећем месту у генералном пласману. У септембру је освојио светско првенство у вожњи на хронометар, победио је Тонија Мартина за 26 секунди.

### 2015.
На почетку сезоне, Вигинс је продужио уговор са тимом Скај до априла 2015. како би покушао да освоји Париз—Рубе пре него пређе у новоформирани тим Вигинс, где ће тренирати на велодрому са осталим члановима британског тима за Олимпијске игре 2016.
Сезону је почео на Туру Катара, где није био конкурентан за генерални пласман, а на хронометру је по први пут возио у мајици дугиних боја и завршио је трећи. Вратио се на Париз—Ницу први пут након 2012. пролог је завршио на 12 месту, а на осталим етапама је возио лагано и напустио је трку пре брдског хронометра, на коме држи рекорд за најбрже време 2012. Трку је освојио његов сувозач Ричи Порт. У марту је возио класике Е3 Харелбеке и Гент—Вевелгем као припрему за Париз—Рубе. На Париз—Рубеу, Вигинс је напао на 30 km до циља, али су га ухватили и завршио је на 18 месту. Неколико дана касније, објављено је да ће Вигинс покушати да обори рекорд у вожњи на сат времена 7. јуна на Велодрому у Лондону. Са својим тимом Вигинс учествовао је на Туру Јоркшира, али није имао запажених резултата.
Дана 7. јуна, Вигинс је оборио рекорд на сат времена, одвезавши 54.526 km, срушио је рекорд Алекса Даусета за 2 km.
Дана 16. августа, Вигинс се придружио Кевендишу на велодрому, први пут након Олимпијских игара 2008. На европском првенству у велодрому, освојио је злато у тимском такмичењу.

### 2016.
Године 2016. је учествовао на светском првенству у велодрому, у Лондону и освојио је две медаље. Сребро у тимском такмичењу, Британци су поражени од Аустралије. У медисону, са Марком Кевендишем, освојио је злато, њихово друго, победили су на сличан начин као 2008.
На Олимпијским играма у Рио де Женеиру, није возио хронометар, већ само на велодрому. 12. августа, освојио је злато у тимском такмичењу, а Британци су поставили нови светски рекорд.

## Приватни живот
Вигинс је ожењен са Кетрин (дев. Кокран), коју је срео током игара Коменвола 2002. године. Имају два сина.
Вигинс је имао тежак однос са оцем, Гаријем Вигинсом, који га је напустио кад му је било две године. Вигинс га је први пут упознао 1999, када је био у тренинг кампу у Аустралији. Тада је упознао и своје две полусестре. Опет су се срели 1999. када се Вигинс вратио тренингу у Аустралији и остао је три недеље са оцем. Тамо је видео да му отац има проблема са алкохолом и дрогом и више се нису гледали. Отац му је умро 2008. Вигинс није ишао на сахрану.
Вигинс има колекцију мотора и гитара из шездесетих и седамдесетих. 2012. је свирао гитару на добротворном коннцерту. Навија за фудбалски клуб Ливерпул и рагби тим Виган вориорси.
Године 2015, објавио је књигу "Мој сат", у којој је описао припрему и обарање рекорда на сат времена.